# Taylor Mcbride
 (décembre 2022).
Si vous disposez d'ouvrages ou d'articles de référence ou si vous connaissez des sites web de qualité traitant du thème abordé ici, merci de compléter l'article en donnant les références utiles à sa vérifiabilité et en les liant à la section « Notes et références ».
Taylor McBride est un personnage de fiction de la série télévisée américaine Melrose Place. Elle est interprétée par Lisa Rinna.
Née Victoria Taylor Davis, elle est la sœur cadette de l'ex-épouse décédée de Peter Burns, Beth.
Au fil des épisodes, ses manigances avec Michael Mancini qui deviendra son amant donneront lieu à des situations assez hilarantes, qui rendront le personnage de Taylor assez drôle. Aussi malgré ses nombreux coups disgracieux Taylor finit toujours par éprouver des regrets et la naissance de son enfant changera son comportement.

## Histoire du personnage

### Saison 5
Taylor apparaît dans la saison 5 de la série en tant qu'épouse du restaurateur Kyle McBride. Le couple McBride emménage à Melrose Place après avoir quitté Boston. Taylor et Kyle sont venus à Melrose Place pour ouvrir un bar-restaurant, le « Kyle's ».
Au départ aimante et sérieuse, Taylor va graduellement révéler une nature frivole, futile, manipulatrice, jalouse et méchante de sa personnalité. Elle est la jeune sœur de la première femme de Peter Burns. Ils auront une liaison extraconjugale alors que Peter était marié à Amanda. Cette liaison mènera au divorce entre elle et Kyle. La liaison entre Peter et Taylor cessera lorsque Peter découvre que Taylor a simulé une prétendue grossesse.

### Saison 6
« Taylor : Non il faut que je quitte cette ville toute suite, Nick doit être à ma recherche.
Michael :  Allonges-toi de toute façon tu n'iras pas loin avec cette bosse sur le crâne. .
Taylor : tu ne comprends pas la situation .
Michael : je ne comprends pas pourquoi on n'appelle pas la police .''
Taylor : Je vais te dire, au début ce n'était qu'un jeu innocent je voulais semer le doute pour qu'Amanda et Kyle rompent.
Michael : Encore (d'un air comique)
Taylor: Oui encore... Mais j'ai fait l'erreur d'appeler à la rescousse l'ancien copain de régiment de Kyle pour qu'il me donne un coup de main. Tu vois il a rencontré cette jeune femme qui était soi-disant le sosie de l'autre femme dont Kyle était amoureux à la guerre mais qui a sauté sur une mine mais là j'y étais pour rien. Et maintenant il veut me supprimer par ce que je ne suis qu'un témoin encombrant et je ne peux pas aller le dire à la police pacque je suis complice.
Michael : Euuh...de meurtre .
Taylor : je préférais homicide involontaire ou accident ayant provoqué la mort.
Michael : (sur un air insistant) de meurtre c'est ça, Taylor dis-moi comment tu as fait pour te compromettre de cette façon.
Taylor : Pour l'instant il faut que tu me caches quelque part s'il me retrouve il va me descendre. Je t'en supplie fait moi sortir de la ville 
Michael : j'ai compris 
Taylor : Pitié ne me laisse pas tomber ma vie est entre tes mains. (qui se tortille et se lamente d'un air comique sans le vouloir).
Michael : tu vas te taire 2 minutes je vais t'aider par ce que je sais ce que c'est que d'être dans la mouise d'accords laisse-moi réfléchir il faut que je trouve un plan. »

— Taylor expliquant à Michael pourquoi Nick souhaite sa mort la scène est involontairement drôle , Le Dernier train (saison 6, épisode 20)
Kyle se marie avec Amanda, ce qui pousse Taylor à user de tous les moyens pour les séparer : elle leur fait croire qu'elle attend un enfant de Kyle, puis révèle à ce dernier la liaison supposée qu'Amanda aurait eu avec son actionnaire Éric Baines. Enfin, elle engage une femme qui se fait passer pour Christine, l'ancienne partenaire d'armes de Kyle, pour briser son ménage. 
Après que Kyle l'ait laissée tomber une nouvelle fois, Taylor tente de se suicider par asphyxie alors qu'elle est réellement enceinte. Elle est sauvée de justesse. Elle découvre que l'enfant qu'elle attend est de Michael et s'installe chez lui en attendant la naissance. Assistée par Jane et Michael, Taylor met au monde Michael Jr., qu'elle veut au départ faire adopter par le couple.
Après son accouchement, elle appelle Kyle pour s'excuser du mal qu'elle lui a fait. Ils repartent sur de bonnes bases. Taylor décide finalement de quitter Melrose Place et repart s'installer à Boston avec son fils. 